# Kaldachvara
Kaldachvara (abchazsky Калдахәара, gruzínsky კალდახვარა – Kaldachvara) je vesnice v Abcházii, v okrese Gudauta. Leží přibližně 22 km severozápadně od okresního města Gudauty a nezasahuje k pobřeží Černého moře. Obec sousedí na západě s Bzyptou v okrese Gagra, s kterým tvoří hranici řeka Bzyb, na východě s Blabyrchvou a na jihu s Amžikuchvou. Na severu od obce se rozkládá těžko prostupný Bzybský hřbet. Kaldachvaru protíná silnice spojující Rusko se Suchumi.
Oficiálním názvem obce je Vesnický okrsek Kaldachvara (rusky Калдахуарская сельская администрация, abchazsky Калдахәара ақыҭа ахадара). Za časů Sovětského svazu se okrsek jmenoval Kaldachvarský selsovět (Калдахуарский сельсовет).

## Části obce
Součástí Kaldachvary jsou následující části:
- Kaldachvara (Калдахәара)
- Amparaa Rchu (Амԥараа рхәы)
- Achvadža (Ахәаџа)
- Adžapchuny / Džypchuny (Аџьаԥхәны / Џьыԥхәны)
- Adžachu (Аџьахә)
- Kaldachvara Agu (Калдахәара агәы)

## Historie

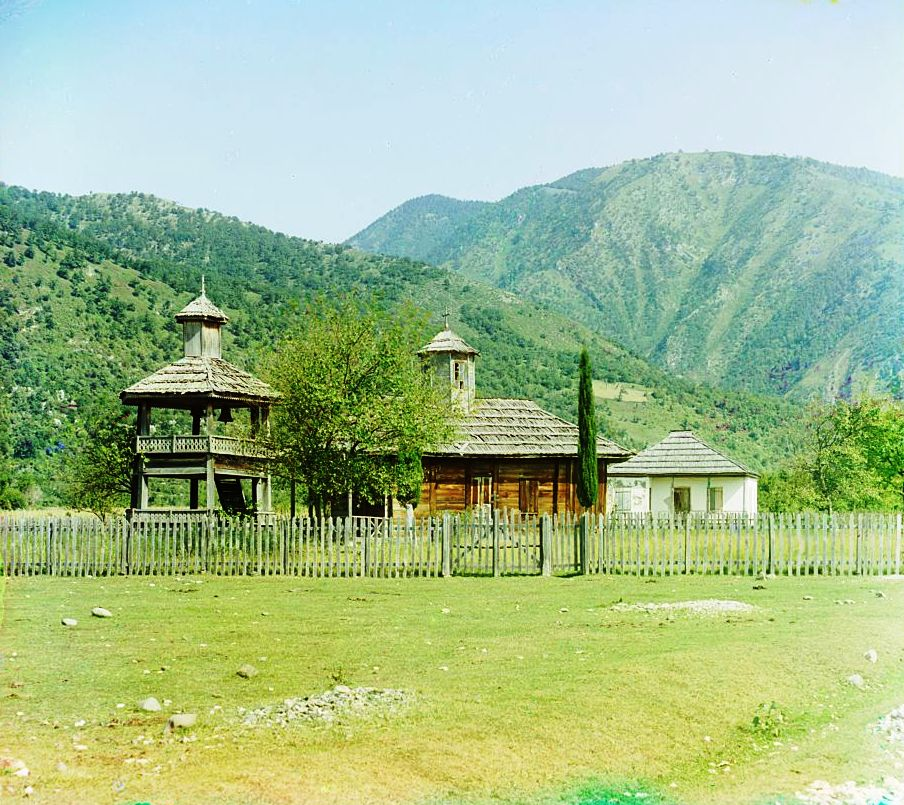
Dřevěný kostel v Kaldachvaře v letech 1905-1910

V minulosti se Kaldachvara rozkládala na daleko větším území než v současnosti a zahrnovala obě strany řeky Bzyb. Na konci 19. století totiž zahrnovala nejen současné území Kaldachvary, ale i celé území obce Amžikuchva (místní obyvatelé nazývali tuto část vsi Kaldachvara Vircu (Калдахәара ҩырцә), v překladu do češtiny "Pravostranná Kaldachvara"), a celé území obce Bzypta (místní obyvatelé nazývali tuto část Kaldachvara Lyrcu (Калдахәара лырцә), v překladu do češtiny "Západní přesříční Kaldachvara").
Ve druhé polovině 19. století byla Kaldachvara těžce poznamenána odlivem obyvatel vlivem mahadžirstva, tedy nuceným odchodem do Osmanská říše. Ačkoliv území současné Kaldachvary si udrželo abchazský ráz, území současné Amžikuchvy zůstalo zcela vylidněné. Většina obyvatel vyhnaných z tehdejší Kaldachvary se usadila v severozápadním Turecku v Sakaryjské provincii. Svůj nový domov nazvali "Kaldachvara," avšak oficiální turecký název obce je Bıçkıdere (Бычкыдере).

## Obyvatelstvo
Dle nejnovějšího sčítání lidu z roku 2011 je počet obyvatel této obce 843 a jejich složení následovné:
- 792 Abchazů (94,0 %)
- 14 Rusů (1,7 %)
- 13 Gruzínů (1,5 %)
- 24 ostatních národností (2,8 %)

Před válkou v Abcházii žilo v obci bez přičleněných vesniček 266 obyvatel. V celém Kaldachvarském selsovětu žilo 1217 obyvatel.